# Drobin
Drobin là một thị trấn thuộc huyện Płocki, tỉnh Mazowieckie ở trung-đông Ba Lan. Thị trấn có diện tích 10 km². Đến ngày 1 tháng 1 năm 2011, dân số của thị trấn là 2898 người và mật độ 300 người/km².